# Henry Percy (1. hrabia Northumberland)
Henry Percy (ur. 10 listopada 1341 w Alnwick, Northumberland, zm. 20 lutego 1408 w Bramham Moor, Yorkshire) – 1. hrabia Northumberland, 4. baron Percy, Lord Królestwa Wyspy Man i Wysp w latach 1399-1405, Lord Marszałek, kawaler Orderu Podwiązki, syn Henry’ego de Percy, 3. barona Percy, potomek (praprawnuk) Henryka III Plantageneta. Jego matka, Mary z Lancasteru była córką Henry’ego, 3. hrabiego Lancaster, który zaś był synem Edmunda Crouchbacka – syna króla Henryka III.

## Życiorys
Henry Percy był początkowo zwolennikiem króla Edwarda III, przy którym zajmował wysokie stanowiska w administracji, w północnej Anglii. W młodym wieku, w 1362 roku został mianowany Strażnikiem Marchii wobec Szkocji, włącznie z prawem do negocjowania z rządem szkockim. W lutym 1367 roku powierzono mu nadzór wszystkich zamków i ufortyfikowanych miejsc w Szkocji.
Po śmierci Henryka III nowym królem został Ryszard II, którego działania Henry Percy zaczął wspierać. Za swoją lojalność otrzymał tytuł hrabiego, a niewiele później otrzymał tytuł Lorda Marszałka.
W 1399 roku poparł bunt Henry’ego Bolingbroke’a, który później jako Henryk IV Lancaster koronował się na króla Anglii. Podczas uroczystości koronacyjnych został mianowany Lordem Wielkim Konstablem Anglii i przyznana mu została władza nad Królestwem Man i Wysp. Henry Percy i jego syn, Harry Percy, znany jako „Hotspur”, otrzymali zadanie zapanowania nad buntem wszczętym przez Owaina Glyndŵra, ale prowadzone przez nich działania i próby pogodzenia walijskich buntowników nie spotkały się ostatecznie z aprobatą króla.
W 1403 roku Percy zwrócił się przeciwko królowi Henrykowi IV na rzecz Edmunda Mortimera, 5. hrabiego March, a następnie rozpoczął spiskowanie z Owainem Glyndŵrem przeciwko królowi. Trójstronny pakt został podpisany przez wszystkie strony, w którym postanowiono podzielić Anglię między nich. Glyndŵr miał zachować panowanie nad Walią i znaczną częścią zachodniej Anglii, Percy miał otrzymać panowanie na północy Anglii, a także hrabstwa: Northamptonshire, Norfolk, Warwickshire i Leicestershire. Mortimer zaś miał otrzymać pozostałą część południowej Anglii, poniżej rzeki Trent.
Bunt zapoczątkowany przez Percy’ego zakończył w bitwie pod Shrewsbury, gdzie zginął jego najstarszy syn Harry Hotspur. Ponieważ hrabia Percy nie uczestniczył bezpośrednio w bitwie, nie został ostatecznie skazany za zdradę. Utracił jednak urząd i tytuł Lorda Wielkiego Konstabla. W wyniku tej porażki Percy zbiegł do Szkocji, a jego majątek uległ konfiskacie.
W 1408 roku Percy postanowił najechał Anglię, jednak zginął w bitwie pod Bramham Moor.

## Małżeństwa
W 1358 roku Henry Percy poślubił Margaret Neville (* 12 lutego 1339, +12 maja 1372), córkę Ralpha Neville’a, 2. barona Neville de Raby i Alice de Audley. Z tego małżeństwa zrodziło się czterech synów: Harry Hotspur Percy, Thomas Percy, Ralph Percy, Alan Percy, i jedna córka: Margaret Percy.
W 1381 roku, kilka lat po śmierci pierwszej żony poślubił Maud Lucy (* 1343, +18 grudnia 1398), córkę sir Thomasa de Lucy, 2. lorda Lucy i Margaret de Multon.